# Улыбка 2
«Улыбка 2» (англ. Smile 2) — американский психологический фильм ужасов о сверхъестественном режиссёра Паркера Финна, продолжение к фильму «Улыбка». Главную роль исполнила Наоми Скотт. Фильм рассказывает о поп-сенсации, которая начинает испытывать серию все более тревожных и пугающих событий, когда она собирается отправиться в новое мировое турне. Также в главных ролях Розмари Деуитт, Лукас Гейдж, Майлз Гутьеррес-Райли, Питер Джейкобсон, Рауль Кастильо, Дилан Гелула и Рэй Николсон, Кайл Галлнер повторяет свою роль Джоэла из первого фильма.
В марте 2023 года, после коммерческого успеха первого фильма Финн подписал сделку с Paramount Pictures на разработку дополнительных проектов ужасов. В апреле 2023 года продолжение «Улыбки» вошло в предпроизводство, Финн вернулся в качестве сценариста и режиссёра. Съёмки проходили в начале 2024 года в Нью-Йорке.
Премьера состоялась 18 октября 2024 года. Как и его предшественник, фильм получил положительные отзывы от критиков и заработал более 135 миллионов долларов по всему миру.

## Сюжет
Проходит шесть дней с момента событий первого фильма. Полицейский Джоэл (Кайл Галлнер),новый носитель улыбающейся сущности,сидит в машине и ждёт момента,чтобы убить кого-то на глазах у свидетеля и передать проклятье. Джоэл замечает машину,подъехавшую к дому неподалёку и берёт её водителя в заложники. В доме Джоэл натыкается на наркоторговца и перед ним с особой жесткостью убивает заложника при помощи ножа. Между Джоэлом и наркоторговцем происходит перестрелка,в ходе которой Джоэл случайно убивает его. Оказывается,что в доме был ещё один свидетель убийства,наркоман по имени Луис (Гейдж). Джоэл,избавившийся от проклятья,хочет покинуть дом,но его замечают трое людей. Джоэл сбегает от них через окно,но его сбивает машина,оставляя на земле большой кровавый след в виде улыбки. 
Известная поп-певица Скай Райли (Наоми Скотт) недавно объявила о новом турне. Девушка готовится к туру,но мучается из-за болей в спине. Она решает обратиться к своему другу Луису за обезболивающим препаратом. Придя к Луису,она замечает его в неадекватном состоянии. Луис не помнит когда писал ей и угрожает,чем пугает Скай. Луис уходит за препаратом,но когда возвращается,кричит от страха и падает на пол,но быстро приходит в себя и улыбается. Он берёт блин от штанги и несколько раз ударяет им себя по лицу. Скай набирает телефон экстренных служб,но останавливается,так как в доме Луиса есть наркотики,после чего сбегает. Ночью Скай пугает сущность в виде Луиса. 
Вскоре Скай поступает сообщение от неизвестного отправителя,который интересуется у девушки,была ли она прошлой ночью дома у Луиса. В гримёрке Скай вновь пугает сущность в зеркале. Скай даёт автографы фанатам,натыкаясь на странного мужчину,одержимого ею,и молчаливую улыбающуюся девочку. Дома Скай наконец решается позвонить своей лучшей подруге Джемме,с которой они когда-то поссорились. Вечером Скай слышит звук разбитой бутылки и замечает разбросанную на полу одежду мужчины с автограф-сессии,после чего он преследует её по всему дому. Позже становится понятно,что это очередные проделки сущности. Приезжает Джемма,и Скай рассказывает ей о самоубийстве Луиса. Ночью Скай снится страшный сон,а проснувшись,она обнаруживает рядом сущность в виде Джеммы. 
Утром Скай опаздывает на репетицию. Её вновь пугает сущность,она ломает ногу,но оказывается,что это была галлюцинация. Разозлившись,Скай уходит в свою гримёрку. Она замечает,как из гримёрки выходит её помощник Джошуа,на лице которого улыбка,после чего Скай обнаруживает гримёрку разрушенной. Она обвиняет Джошуа в произошедшем,хотя все это время он находился рядом с матерью Скай,Элизабет (Деуитт),а гримёрку разрушила сама Скай. Элизабет подозревает дочь в злоупотреблении наркотиками и у них завязывается словесная перепалка. 
Вечером Скай должна выступать на важном мероприятии. Ей вновь поступает сообщение от неизвестного отправителя,который говорит,что знает,кто она такая. Скай выходит на сцену и читает слова с телесуфлёра. Внезапно телесуфлёр перестаёт показывать текст,и недоумевающие гости слушают слова Скай о том,как популярность испортила ей жизнь. Телесуфлёр вновь начинает отображать текст и Скай просит выйти на сцену актёра Пола Хадсона (Рэймонд Николсон),который погиб в автокатастрофе. Гости шокированы,а Скай замечает среди них Пола,который ей улыбается. У Скай случается истерика,из-за чего она толкает со сцены ведущую. 
Дома Скай переписывается с неизвестным отправителем,который говорит о том,что она в большой опасности и вещи,которые она видит,реальны. В доказательство своих слов он присылает девушке видео от Луиса,на котором тот пытается заснять сущность. В этот момент сущность нападает на Скай,и она договаривается с неизвестным о встрече в баре. Этого человека зовут Моррис (Питер Джейкобсон),он является врачом скорой помощи и объясняет девушке природу сущности,а также предлагает остановить её сердце,чтобы сущность внутри неё погибла,не имея доступа к другому носителю,после чего провести дефибрилляцию. Скай замечает толпа фанатов,и она уходит. 
Дома Скай собирает свои вещи,из-за боли в спине у неё случается нервный срыв,и она устраивает погром в ванной. По дому девушку начинает преследовать ещё одна галлюцинация - толпа улыбающихся людей. Они хватают её,швыряют по дому и вырывают ей волосы. В кадре появляется рука,лезущая в рот Скай,после чего Скай видится сон,в котором она и Пол Хадсон едут на машине в состоянии наркотического опьянения. Пол оскорбляет Скай,провоцируя ту на драку. Вследствие этой драки машина вылетает с обочины и разбивается. 
Скай просыпается в больнице рядом с матерью. Элизабет говорит,что она обязательно поедет в тур,ведь в противном случае вся её карьера будет разрушена. Скай протестует,и между ними вспыхивает конфликт. Элизабет оказывается сущностью и убивает себя осколком стекла. Скай пытается сбежать,но замечает осколок у себя в руке и понимает,что убила Элизабет. Она сбегает из больницы,угрожая пистолетом людям,пытающимся её остановить. На улице она режет ногу о разбитую бутылку и встречает Джемму. Джемма вызывается помочь ей и везёт девушку к Моррису. По пути Скай звонит Джемма,и девушка понимает,что все это время Джемма рядом с ней была сущностью. Она приезжает к Моррису,и он готовит всё необходимое для операции. Внезапно Моррис покидает её,а тем временем сущность полностью завладевает её рассудком. В образе самой Скай сущность пытается полностью завладеть и её телом,но девушка отгрызает ей пальцы и вкалывает себе в шею шприц,чтобы убить себя,но всё это уже не имеет смысла,так как все её действия полностью подконтрольны сущности. 
Скай оказывается на сцене во время турне,все события до этого были лишь галлюцинацией. Девушка видит свою улыбающуюся версию,из которой вылазит огромная демоническая сущность со множеством челюстей. Сущность растягивает рот Скай и полностью овладевает ею. Скай поворачивается к фанатам и улыбается,после чего забивает себя насмерть микрофоном перед тысячами зрителей.

## В ролях
- Наоми Скотт — Скай Райли, известная исполнительница поп-музыки
- Розмари Деуитт — Элизабет Райли, мать и менеджер Скай
- Лукас Гейдж — Льюис, наркоторговец и бывший одноклассник Скай
- Майлз Гутьеррес-Райли — Джошуа, ассистент Элизабет и Скай
- Питер Джейкобсон — Моррис, медбрат, который отслеживала действия Улыбающейся сущности
- Рэй Николсон — Пол Хадсон, умерший актёр и бывший парень Скай
- Дилан Гелула — Джемма, отчужденная лучшая подруга Скай
- Рауль Кастильо — Дариус, глава звукозаписывающей компании Скай
- Кайл Галлнер — Джоэл, полицейский, который проклят Улыбающейся сущностью

Кроме того, Дрю Бэрримор появилась в роли самой себя, когда брала интервью на её ток-шоу, режиссёр Паркер Финн появился в камео в роли оператор. Сози Бейкон в роли Роуз Коттер появляется через галлюцинацию Джоэлу.

## Производство
Паркер Финн, сценарист и режиссёр фильма «Улыбка», намеренно оставил части первого фильма неоднозначными, с различными нерешёнными сюжетными линиями, чтобы создать возможность исследовать эти детали в продолжении. Он отметил, что, хотя дополнительные части могут исследовать предысторию сущности, он хотел бы сохранить её таинственную натуру, добавив, что последующий фильм будет заметно отличаться от первого, поскольку он считал, что «в мире „Улыбки“ всё ещё есть много интересного. … Я хотел бы убедиться, что есть новый, захватывающий, свежий путь, которого аудитория не ожидает».
В марте 2023 года Финн подписал соглашение с правом первоочередного приобретения с Paramount Pictures для разработки дополнительных проектов ужасов. В следующем месяце на CinemaCon Paramount объявила, что продолжение «Улыбки» получило зелёный свет, и началось его предпроизводство, а Финн вернулся в качестве сценариста и режиссёра. В декабре 2023 года на главную роль была выбрана Наоми Скотт. В начале 2024 года к актёрскому составу присоединились Лукас Гейдж, Розмари Деуитт, Дилан Гелула, Рауль Кастильо и Майлз Гутьеррес-Райли. Кайл Галлнер повторил свою роль Джоэла из первого фильма.
Съёмки проходили с января по март 2024 года по всей Гудзону Вэлли, Нью-Йорк, основными местоположениями были Ньюберг, Покипси, Воппинджерс-Фоллс, Олбани и Нью-Йорк.

## Премьера
Премьера фильма состоялась 18 октября 2024 года.

## Отзывы и оценки
Остин Гослин в рецензии для Polygon, дал положительную рецензию на фильм, считая, что он превосходит первый, и заявив при этом: «Вместо того чтобы просто пересказывать оригинал, Паркер Финн доводит свою умную идею до логического предела и создаёт невероятно страшные сцены. На самом деле, Финн заканчивает „Улыбку 2“ в месте, которое кажется идеальным завершением франшизы — и идеальной отправной точкой для карьеры одного из самых интересных режиссёров фильмов ужасов своего поколения». Дэвид Фэр из Rolling Stone пишет: "Есть длинные отрезки, когда вы фактически забываете, что смотрите фильм «Улыбка», и вас нельзя обвинить в том, что вы подумали, что наткнулись на чуть более кошмарную версию «За гранью света». Бенджамин Ли из The Guardian поставил фильму 3/5 звезд, написав: «Я не уверен, что „Улыбка 2“ действительно добавляет много нового к уже известному нам опыту, но она представляет собой аккуратную, хорошо используемую декорацию для фильма ужасов о потере рассудка». Оуэн Глейберман из Variety пишет: «Фильм едва ли можно назвать тонким, но Паркер Финн стал достаточно умным режиссёром, чтобы реальность казалась галлюцинацией, а галлюцинации — реальностью».